# Епархия Ниигаты
 Епархия Ниигаты  (яп. カトリック新潟教区 каторикку ниигата кё:ку, лат. Dioecesis Niigataensis) — епархия Римско-католической церкви с центром в городе Ниигата, Япония. Епархия Ниигаты входит в митрополию Токио. Кафедральным собором епархии Ниигаты является церковь Христа Царя (яп. 新潟教会 ниигата кё:кай).

## История
13 августа 1912 года Святой Престол учредил апостольскую префектуру Ниигаты, выделив её из епархии Хакодате (сегодня — Епархия Сендая). Первым ординарием апостольской префектуры Ниигаты был назначен священник из монашеской конгрегации вербистов Йозеф Райнерс. 18 февраля 1922 года апостольская префектура Ниигаты передала часть своей территории апостольской префектуре Нагои (сегодня — Епархия Нагои).
16 апреля 1962 года Римский папа Иоанн XXIII издал буллу «Sicut provido», которой преобразовал апостольскую префектуру Ниигаты в епархию.

## Ординарии епархии
- священник Йозеф Райнерс SVD[1] (19.11.1912 — 28.06.1926);
- священник Антон Цеска SVD (28.06.1926 — 1941);
- священник Пётр Магосиро Мацуока (1941—1953);
- священник Иоанн Батист Токисукэ Нода (13.03.1953 — 11.10.1961);
- епископ епископ Иоанн Сёдзиро Ито (16.04.1962 — 9.03.1985);
- епископ Франциск Кэйити Сато (9.03.1985 — 14.05.2004);
- епископ Тарцизий Исао Кикути (29.04.2004 — 25.10.2017 — назначен архиепископом Токио;
  - Sede vacante (2017—2020);
- епископ Павел Дайсукэ Наруи, S.V.D. (31.05.2020 — по настоящее время).

## Источник
- Annuario Pontificio, Libreria Editrice Vaticana, Città del Vaticano, 2003, ISBN 88-209-7422-3
- Булла Sicut provido, AAS 55 (1963), стр. 136  (лат.)